# Suraż
Suraż (białorus. Сураж) – miasto w woj. podlaskim, w powiecie białostockim, siedziba gminy miejsko-wiejskiej Suraż. W latach 1975–1998 miasto administracyjnie należało do woj. białostockiego.
Suraż leży w Dolinie Górnej Narwi, nad Narwią, przy Narwiańskim Parku Narodowym.
Był miastem królewskim Korony Królestwa Polskiego, w starostwie suraskim w ziemi bielskiej województwa podlaskiego w 1795 roku.
Miasto jest jednym z najmniejszych w Polsce – liczy 965 mieszkańców (stan na 1 stycznia 2024). W większości ludność zajmuje się rolnictwem i hodowlą bydła mlecznego. Miasto w ostatnich latach nabiera charakteru turystycznego ze względu na sąsiedztwo parku narodowego.
Miejscowość jest siedzibą parafii Bożego Ciała. W strukturze Kościoła rzymskokatolickiego parafia należy do metropolii białostockiej, archidiecezji białostockiej, dekanatu Białystok – Nowe Miasto. Prawosławni mieszkańcy Suraża należą do parafii Podwyższenia Krzyża Pańskiego w Kożanach. W strukturze Polskiego Autokefalicznego Kościoła Prawosławnego parafia ta należy do dekanatu Białystok diecezji białostocko-gdańskiej.

## Historia

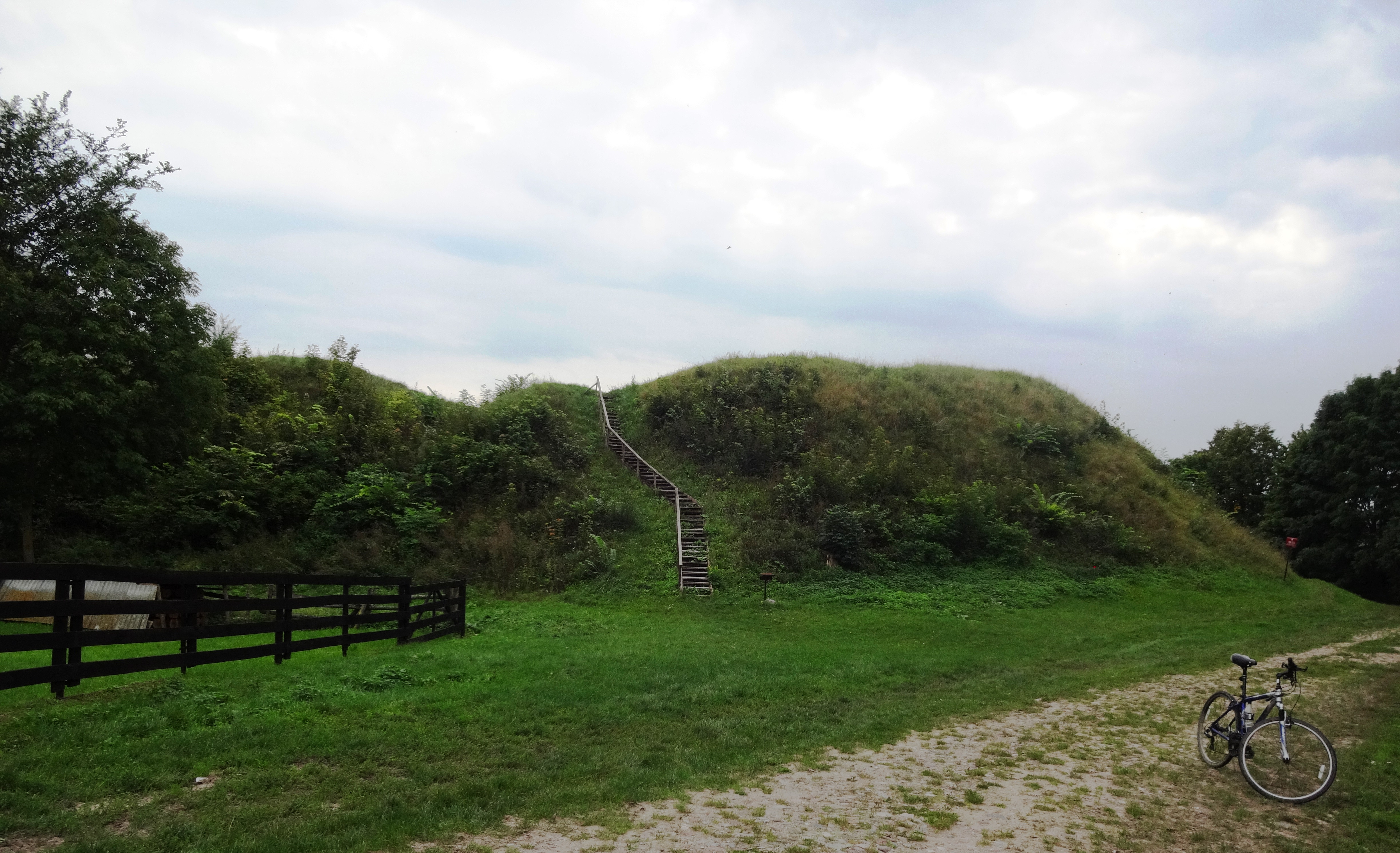
Grodzisko krawędziowe wczesnośredniowieczne i późniejsze

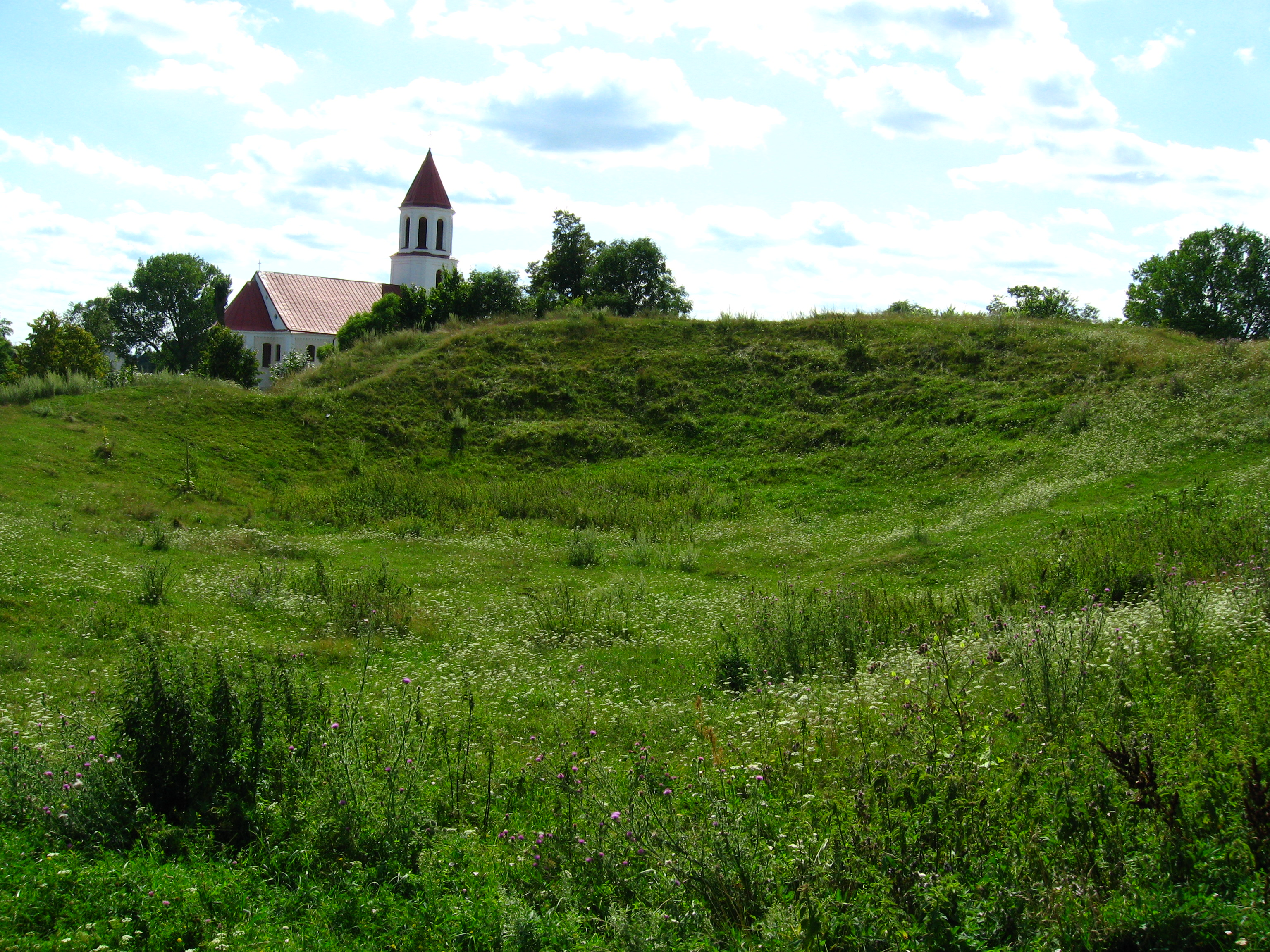
Grodzisko zw. Górą Królowej Bony, w oddali kościół pw. Bożego Ciała

Suraż pierwotnie był jednym z grodów w ziemi drohickiej, ale osadnictwo nad Narwią w pobliżu Suraża istniało już na początku VIII wieku. Początkiem miasta był gród drewniano-ziemny zbudowany na skarpie nad Narwią na początku XI wieku, który był mazowieckim ośrodkiem administracji państwowej. Położenie Suraża w stosunku do innych grodzisk z XI wieku usytuowanych w dorzeczach Narwi i środkowego Bugu wydaje się wskazywać na jego związki z północno-wschodnim Mazowszem i mógł zostać zbudowany w ramach organizacji państwa w okresie panowania pierwszych Piastów. Z powodu rozmiarów i skrzyniowej konstrukcji umocnień gród w Surażu przypomina mazowiecki gród I w Święcku-Strumianach. W wyposażeniu zmarłych pochowanych na cmentarzu w Surażu większość znalezisk ma odpowiedniki wśród biżuterii typowej dla nekropoli mazowieckich, przy braku obecności przedmiotów o powiązaniach bałtyckich i wschodniosłowiańskich. Gród w Surażu został ufortyfikowany fosą, wałem i palisadą, a od Jaćwieży Suraż odgradzały od północy szerokie bagna doliny Biebrzy. Po zniszczeniu w końcu XI wieku, gród został odbudowany na początku XII wieku z inicjatywy króla Bolesława Śmiałego i Władysława Hermana jako jeden z elementów umacniania północno-wschodniej granicy. Od połowy XIII wieku gród był obiektem ataków Prusów, Jaćwingów i Rusinów, czego efektem było jego zniszczenie, oderwanie od Polski i przyłączenie do księstwa halickiego Daniela Romanowicza. Po śmierci Bolesława Jerzego Trojdenowicza w 1340 r. Suraż najprawdopodobniej powrócił w skład Mazowsza po przyłączeniu go do swojego księstwa przez Ziemowita Trojdenowicza. Suraż po raz pierwszy został wzmiankowany w 1379 r., gdy podpisano w Trokach rozejm między Krzyżakami i książętami Jagiełłą (późniejszym królem Polski) i Kiejstutem i jest to także pierwsza pewna data, która potwierdza włączenie Suraża w skład Litwy. Rozejm był następstwem odbytej tego roku wielkiej rejzy krzyżackiej na ziemię drohicką i miał zabezpieczyć strony na 10 lat od wzajemnych ataków. Wśród grodów wymienionych w dokumencie wymieniono m.in. Suraż. W 1382 roku Suraż książę Janusz I Starszy ponownie włączył Suraż do Mazowsza, jednak niedługo później opanował go litewski książę Witold Kiejstutowicz. We wrześniu 1390 roku król Władysław Jagiełło przekazał mazowieckiemu księciu Januszowi I Starszemu grody w Surażu, Bielsku, Drohiczynie, Mielniku. Wkrótce jednak zamek został odzyskany przez Wielkie Księstwo Litewskie. W kronikach krzyżackich w związku z Surażem między innymi wspomniano: Jesienią roku 1392 marszałek krzyżacki Engelhard Rabe z wielką liczbą braci i pielgrzymów pospieszył do (Pisza), zamku Świętego Jana, gdzie marszałek stół honorowy przysposobił. Pan Apill Vochs de Franken noszący chorągiew św. Jerzego, trzymał pierwsze miejsce i przybywają do Szirazen (=Suraża) i o staje od zamku zsiedli z koni do boju i przez trzęsawisko postępują. Poganie zaś zamek marszałkowi oddali, w którym znaleźli szwagra Witolda (biskupa płockiego Henryka, księcia mazowieckiego). Z rana idą dalej, a gdyby byli się zatrzymali, byliby pojmali biskupa i powrócili.  W 1405 roku wymieniony został namiestnik w Surażu, którym był Stanisław Jelitka, w 1420 r. przy okazji pobytu w Surażu księcia Witolda wymieniony został w dokumencie Mikita woiewoda nostro Surazensi, a w 1422 roku Iwaszka Gasztołd jako starosta suraski (capitaneus Surazzensis). Od co najmniej 1438 roku sądy ziemi bielskiej na przemian odbywały się w Brańsku i Surażu. W 1440 r. Suraż został przejęty przez księcia mazowieckiego Bolesława IV, ale Wielkie Księstwo Litewskie odzyskało gród w 1444 roku.
Dnia 16 września 1445 roku Suraż otrzymał miejskie prawa magdeburskie z nadania Kazimierza Jagiellończyka. Pierwszym wójtem miasta został Albert Szaszor. Z 24 kwietnia 1471 r. pochodzi najwcześniejsza wzmianka źródłowa poświadczająca istnienie parafii rzymskokatolickiej w Surażu. Prawa miejskie zostały potwierdzone w 1501 roku i nadano miastu nowe korzyści ekonomiczne. W 1507 roku po śmierci króla Aleksandra Jagiellończyka i objęciu tronu przez Zygmunta I Starego, Suraż, Bielsk i Brańsk wraz z przynależnymi do nich terytoriami zostały nadane królowej wdowie Helenie Iwanównie jako dożywotnie uposażenie (zmarła w 1513 r.). W 1520 roku Suraż został stolicą powiatu w ziemi bielskiej. W 1533 r. dobra bielskie wraz z Surażem kupiła od Olbrachta Gasztołda królowa Bona Sforza i w jej posiadaniu pozostawały one do 1556 r., gdy zrzekła się wszystkich majątków w związku z wyjazdem z kraju. Na miejscu grodu pod koniec XV lub w pocz. XVI wieku (być może z inicjatywy królowej Bony Sforzy) zbudowano drewniany zamek z ceglaną okrągłą basztą na wale od strony miasta i bramy. Fundamenty baszty odkryto w 1936 roku. Od strony rynku drewniany zamek połączony był z miastem drewnianym mostem, przerzuconym nad fosą. Zamek został zniszczony w wyniku pożaru w dniu 9 maja 1603 roku i już nie został odbudowany. Obecnie jedyną jego pozostałością jest Góra Zamkowa.W 1569 r. Suraż wraz z województwem podlaskim został włączony do Korony Polskiej, pozostając przez cały czas jej istnienia miastem królewskim, podporządkowanym starostom suraskim rezydującym w Zawykach. W 1588 roku ustanowiono w nim sądy ziemskie. Miasto było zamieszkiwane przez Polaków, Żydów i osadników ruskich. Śladem przeszłości jest obecność Rynku Ruskiego w dzielnicy dawniej zajmowanej przez kolonistów.
W Surażu przed 1560 powstały trzy cerkwie: Świętych Piotra i Pawła, Przemienienia Pańskiego oraz św. Jana. Po zawarciu unii brzeskiej prawosławne dotąd świątynie przyjęły jej postanowienia. Cerkiew Przemienienia Pańskiego została rozebrana w 1792. Świątynia pod wezwaniem Świętych Piotra i Pawła funkcjonowała jako unicka nieprzerwanie do 1839, a w wymienionym roku, na mocy postanowień synodu połockiego, przeszła na własność parafii prawosławnej. W Surażu żyły 303 osoby wyznania prawosławnego; była to jedna z mniejszych parafii tego wyznania w eparchii wileńskiej i litewskiej.
W 1590 roku założono tu zbór ariański, który znajdował się pod opieką starosty suraskiego Pawła Orzechowskiego, zbór przestał istnieć w 1612 roku. 
W czasie potopu szwedzkiego miasto zostało w znacznym stopniu zniszczone przez przechodzące i obozujące w jego pobliżu w 1655 roku wojska szwedzkie, a w maju 1657 r. po raz kolejny przez żołnierzy Karola X Gustawa, a także jego siedmiogrodzkich i kozackich sprzymierzeńców. Według ustaleń Cezarego Kukli w stosunku do 1580 r., w którym liczbę mieszkańców miasta można określić na 1902 osoby, w 1663 roku liczyło ono 610 mieszkańców, a zatem spadek liczby ludności wynosił aż 68%. W okresie potopu szwedzkiego doszło też do zniszczenia zabudowy i infrastruktury miasta.
Od 1797 r. Suraż był pod zaborem pruskim, 1807 r. po traktacie w Tylży miasto przeszło w granice Rosji, wchodząc w skład obwodu białostockiego jako miasto nadetatowe.

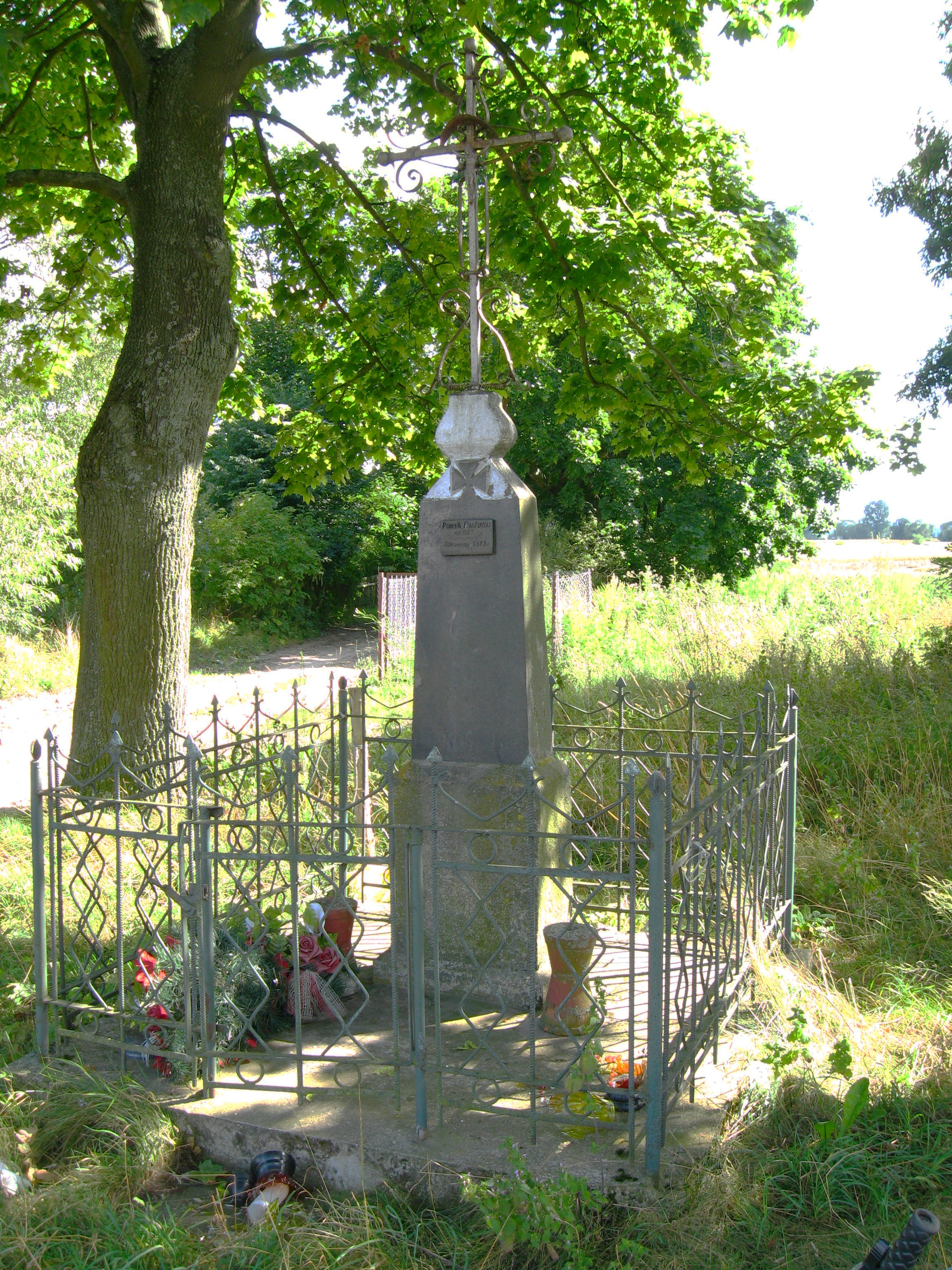
Pomnik powstańców styczniowych

Suraż był ważnym centrum oporu podczas powstania styczniowego – miasto opanowane było przez oddział powstańczy Władysława Romana Cichorskiego ps. Zameczek. Już w nocy z 22 na 23 stycznia 1863 z miasta wyparto Rosjan. Mieszkańcy Suraża pomagali powstańcom m.in. przez dostarczanie białej broni, jednak 13-14 maja 1863 roku oddział powstańców pod dowództwem właścicieli majątku Reńszczyzna, Juliana i Mikołaja Konopińskich, został rozbity przez Rosjan. Żołnierze rosyjscy następnie świętowali zwycięstwo, goszcząc w Surażu u pochodzącego z Wołynia proboszcza miejscowej parafii prawosławnej, Konstantego Prokopowicza, który następnie 22 maja został powieszony przez mieszkańców. Po upadku powstania na miasto nałożono kontrybucję i skonfiskowano liczne prywatne grunty mieszkańcom. 15 kwietnia 1865 na suraskim rynku powieszono Michała Laskowskiego, jednego z wywiadowców powstańczych. Za udział w powstaniu styczniowym Rosjanie cofnęli miastu prawa miejskie oraz zesłali na Syberię dwóch mieszkańców. Byli to Jan Holak Franciszek Karłowicz i Stanisław Zdrojkowski.

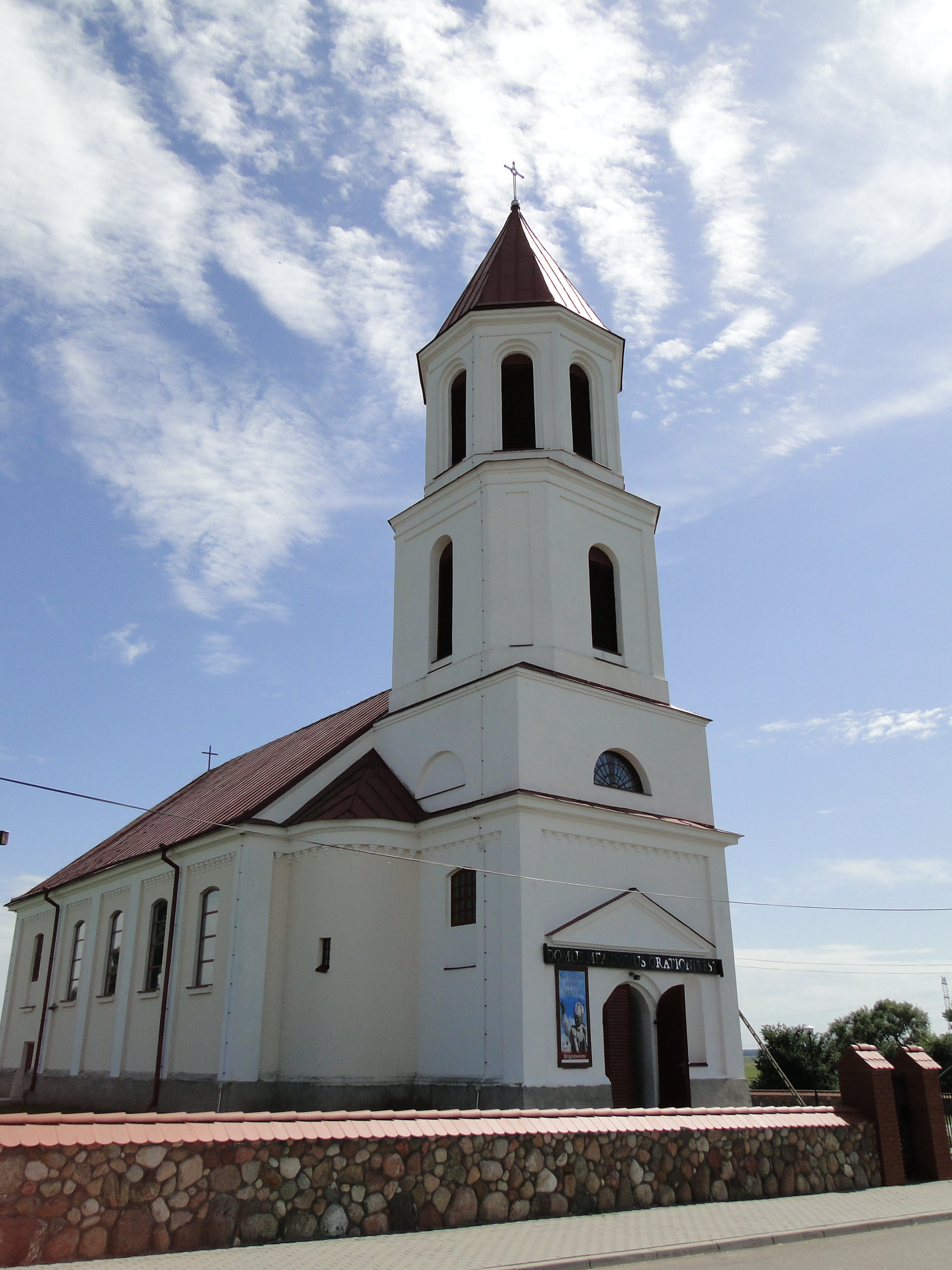
Kościół parafialny pw. Bożego Ciała

Po powstaniu styczniowym w Surażu wzniesiona została nowa murowana cerkiew Przemienienia Pańskiego.
W 1864 wybudowana została synagoga. Był to budynek drewniany. W 1909 na jej miejscu postawiono nową bożnicę, która w 1915 r. spłonęła w trakcie pożaru miasta. Kolejną bożnicę wybudowano w 1917, ale i ta nie doczekała czasów obecnych. Została zniszczona przez Niemców w trakcie okupacji.
Ostateczny upadek miasta przyniosła budowa w 1862 Kolei Warszawsko-Petersburskiej, która ominęła Suraż. Jednocześnie przyniosło to rozwój sąsiednim Łapom.
Miasto zostało niemal całkowicie spalone przez Niemców w 1915. Wtedy też zniszczeniu uległa ostatnia suraska cerkiew.

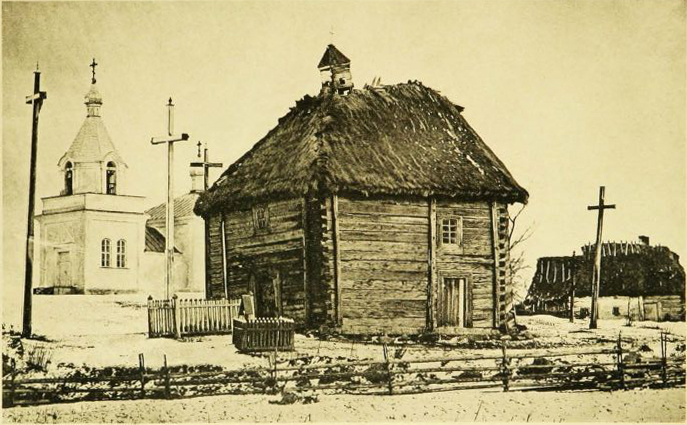
Na pierwszym planie cerkiew unicka w głębi prawosławna (1899 r.)

 W 1923 r. Suraż odzyskał prawa miejskie.
Historii miasta poświęcone jest Społeczne Muzeum Archeologiczne.

## Atrakcje krajoznawcze

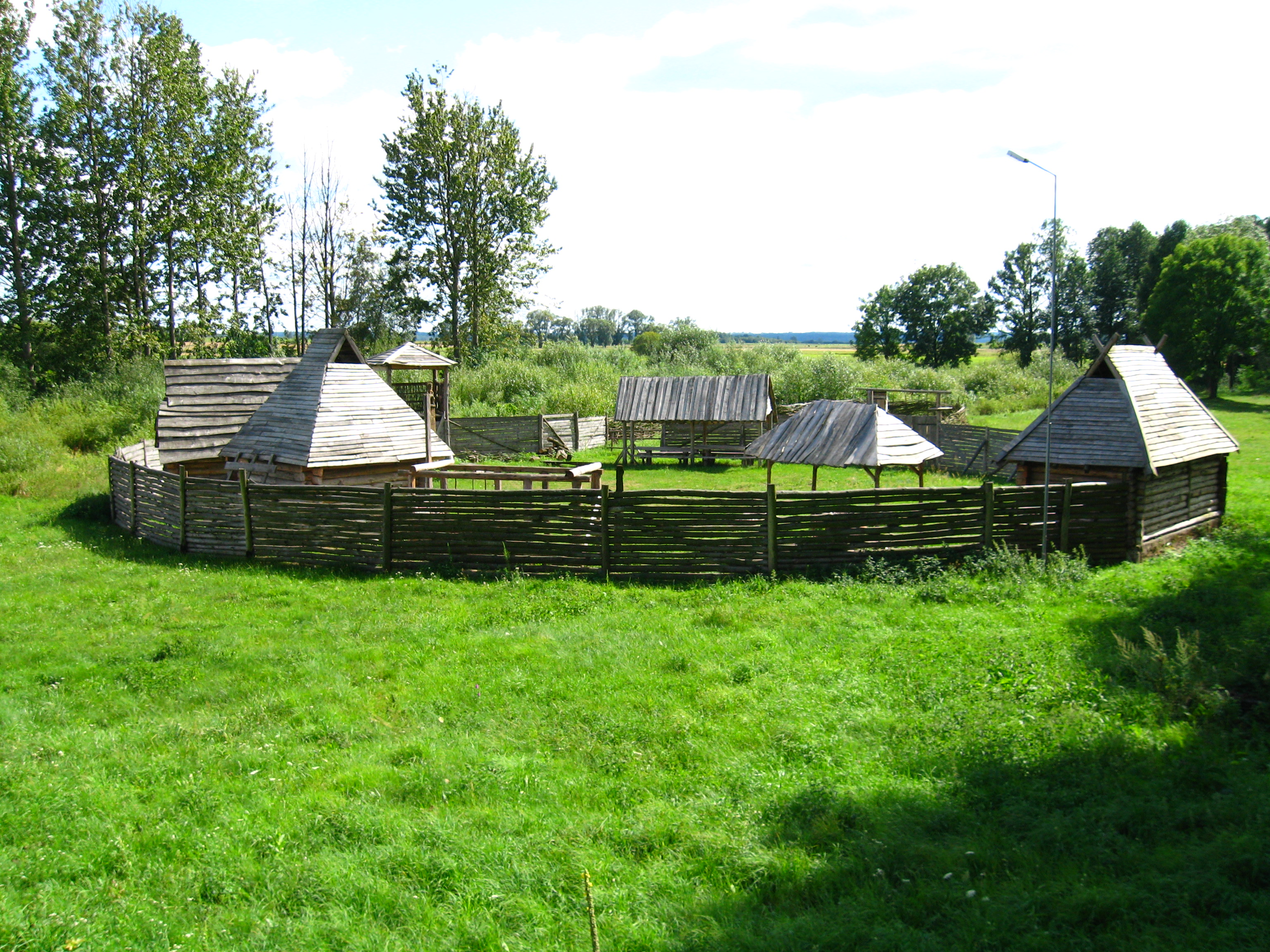
Wczesnośredniowieczna osada słowiańska Nawia

- Zamczysko „Góra królowej Bony” z XII-XV wieku
- grodzisko wczesnośredniowieczne „Ostrówek” w Zawykach
- kościół z roku 1873
- cmentarz katolicki koło kościoła
- kirkut żydowski z 1865 roku
- stara drewniana zabudowa
- układ miejski z XV wieku z dwoma rynkami
- pomnik powstańców z 1863 roku na ul. Zakościelnej
- prywatne Muzeum Archeologiczne Władysława Litwińczuka ul. Białostocka 6
- Muzeum Dziedzictwa Pokoleniowego Leszka Ponińskiego ul. Białostocka 1
- Muzeum Kapliczek w Surażu ul. Białostocka 16
- cmentarz unicki i prawosławny z XVII w z kaplicą cmentarną pw. Imienia Maryi (dawniej unicką, następnie prawosławną) z II poł. XVIII w. w Zawykach
- miejsce po dawnym majątku Reńszczyzna stanowiącym własność Mikołaja Konopińskiego
- wczesnośredniowieczna Osada Słowiańska Nawia

## Demografia
- Według Powszechnego Spisu Ludności z 1921 roku miasto zamieszkiwało 1.180 osób, wśród których 1.048 było wyznania rzymskokatolickiego, 7 prawosławnego, 5 ewangelickiego a 120 mojżeszowego. Jednocześnie 1.112 mieszkańców zadeklarowało polską przynależność narodową, 2 białoruską a 66 żydowską. Było tu 206 budynków mieszkalnych[20].

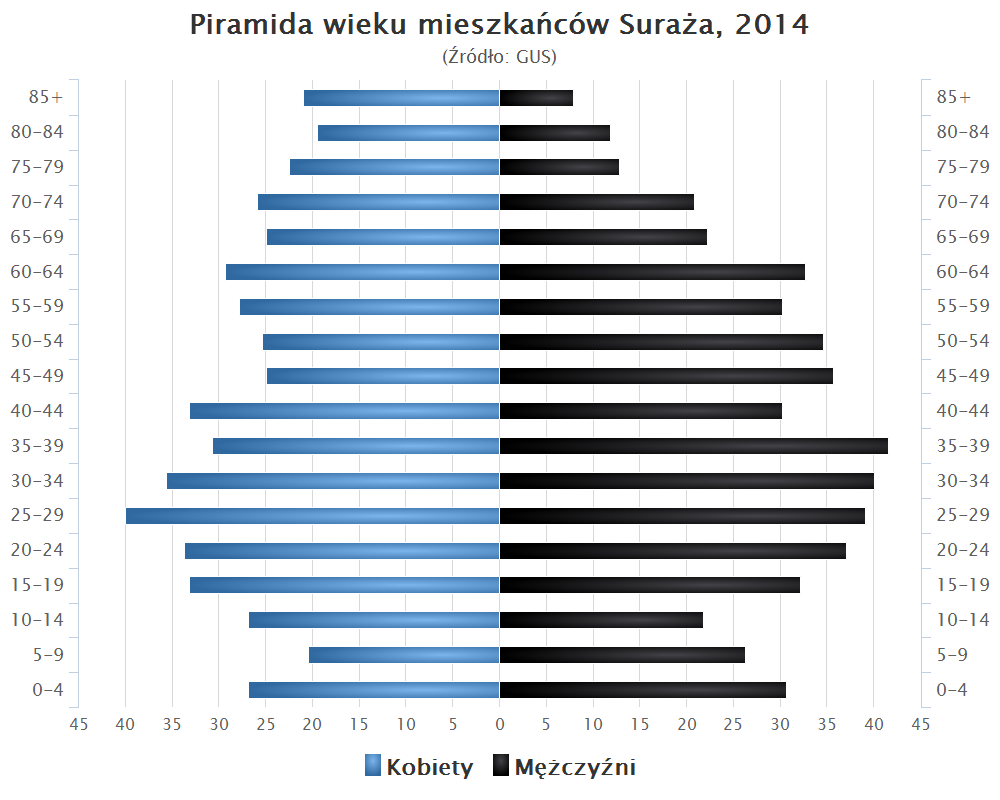
Piramida wieku mieszkańców Suraża w 2014 roku

## Zabytki

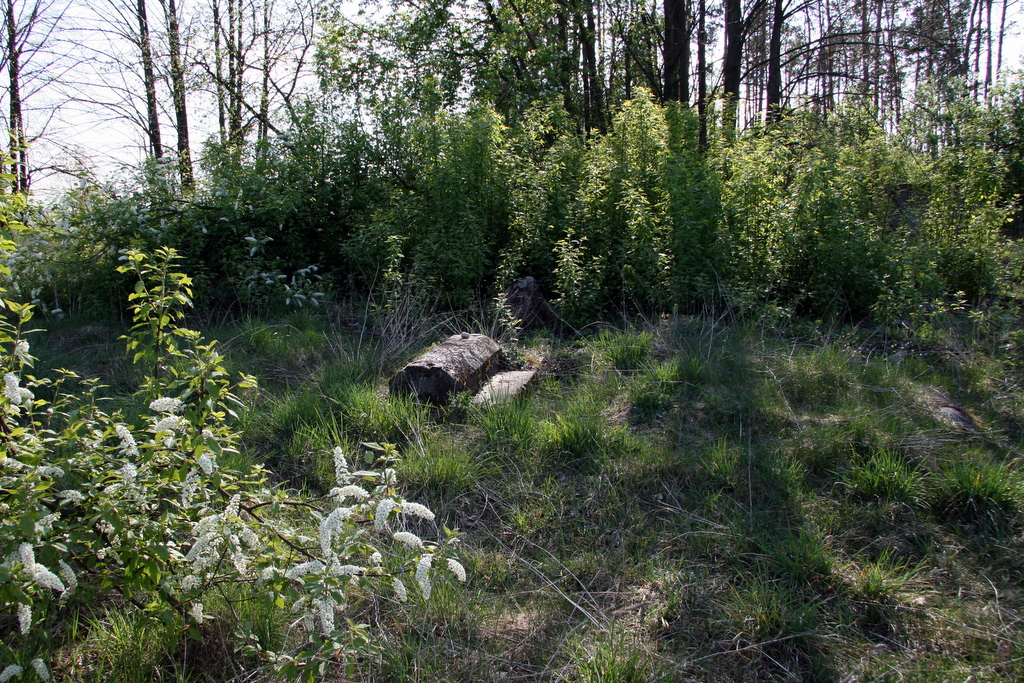
Kirkut w Surażu

- grodzisko średniowieczne - gród nad rzeką zbudowano w XI wieku z inicjatywy polskich władców w celu zabezpieczenia północno-wschodniej granicy[5]. Po zniszczeniu został odbudowany na początku XII wieku. W połowie XII wieku przejęty przez księstwo halickie, a w połowie XIII wieku przez Litwę[5]. W 1392 roku drewniano-ziemny zamek został spalony podczas najazdu Krzyżaków. Po odbudowie podgrodzie dało początek miastu lokowanemu na prawie magdeburskim w 1445 roku. W tym czasie na miejscu dawnego grodu przypuszczalnie z inicjatywy królowej Bony zbudowany został nowy drewniany zamek z murowana okrągłą wieżą. Zamek został zniszczony w wyniku pożaru w 1603 roku i już nie odbudowany[5]. Nr rej.: 191 z 1964-10-08; 19/A z 1980-06-12; C-71 z 2005-03-11  Osobny artykuł: Zamek w Surażu.
- Kościół parafialny z 1874 roku, nr rej.: A-251 z 2009-10-07
- układ przestrzenny miasta, XV–XVI, nr rej.: 464 z 16.01.1980, A-337 z 2011-03-29
- cmentarz katolicki, nr rej.: 464 z 16.01.1980
- cmentarz żydowski, nr rej.: 464 z 16.01.1980[22].

Suraż na starych mapach
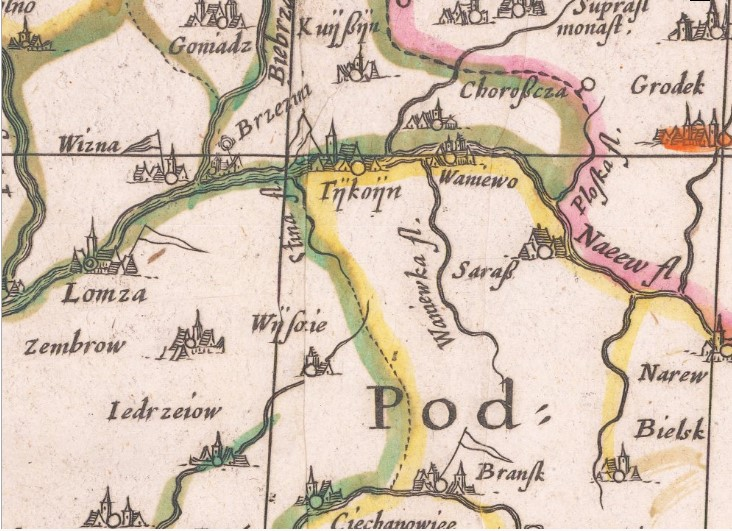
Mapa z 1613 r.
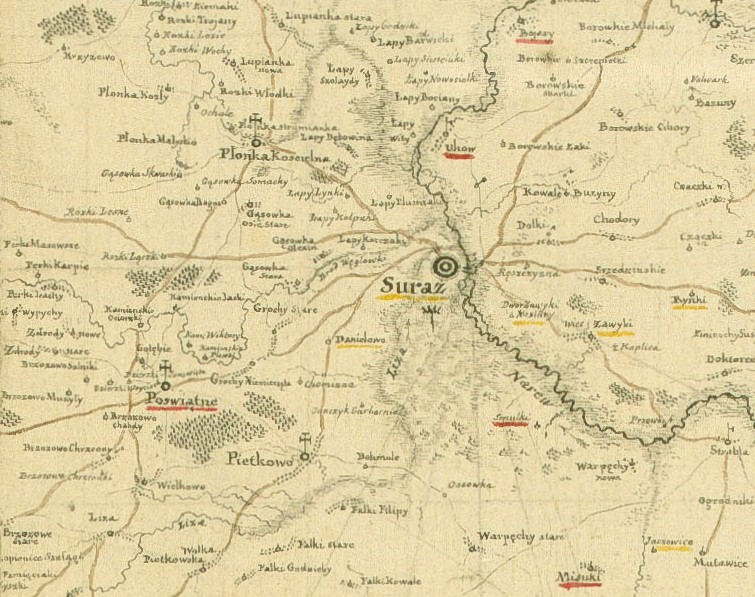
Mapa z 1795 r.
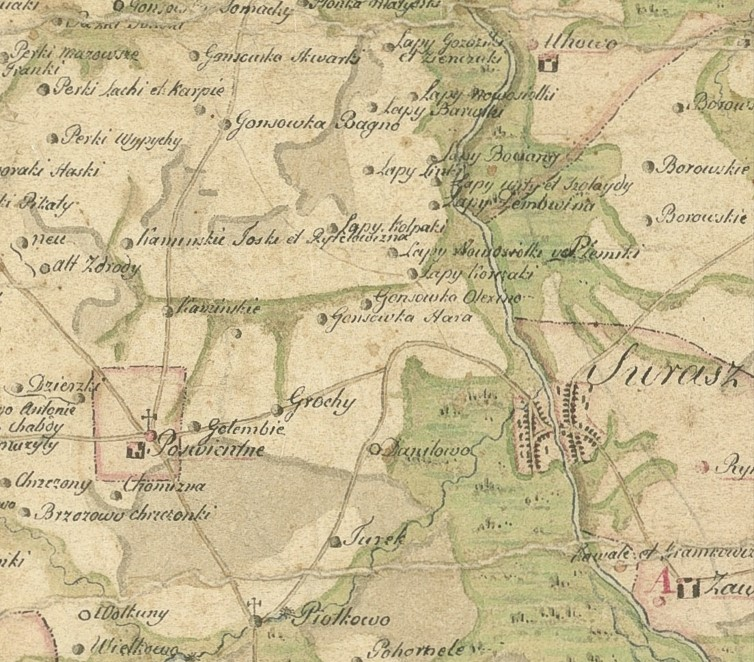
Mapa z 1804 r.
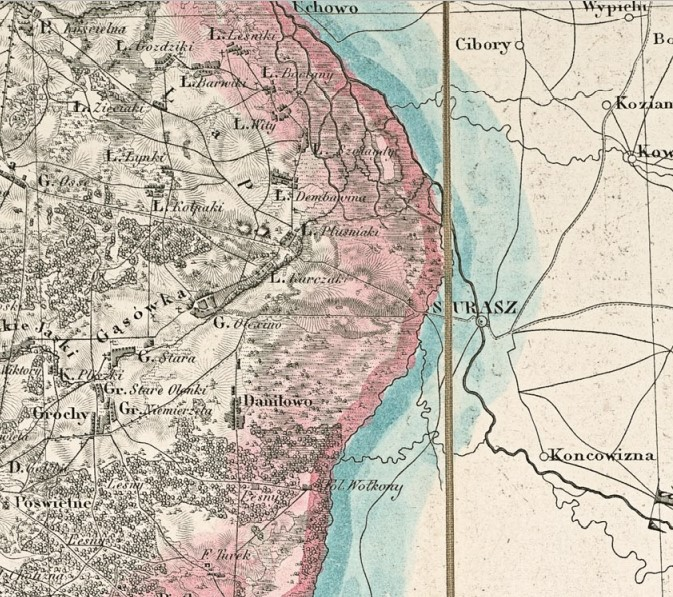
Mapa z 1839 r.
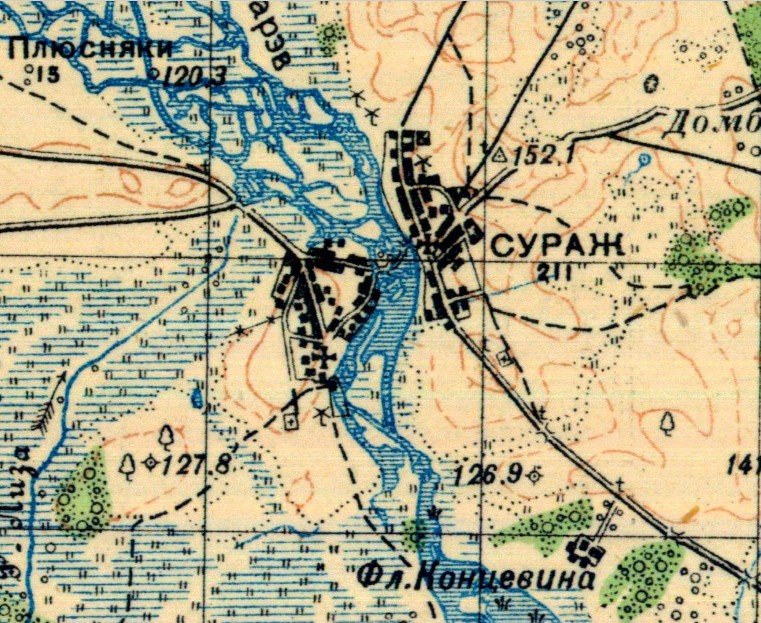
Mapa z 1940 r.

## Sport
W mieście działa klub piłki nożnej, Znicz Suraż, który po sezonie 2021/2022 wycofał się z rozgrywek klasy A i obecnie nie gra w żadnych rozgrywek seniorskich.